# Global Firepower Index
Der Global Firepower Index vergleicht die konventionelle Kriegsführungskapazität verschiedener Länder mit Blick auf deren Kapazitäten für Boden-, See- und Luftkriegsführung. Der Index und die daraus resultierende Rangliste wird publiziert auf der Website von GlobalFirepower (GFP), deren Betreiber weder namentlich genannt noch in ihrer Qualifikation beschrieben werden und die auch nicht als juristische Person in Erscheinung treten. Die Domain ist anonym registriert.
In den Index, der seit 2016 jährlich aktualisiert wird, fließen vorgeblich 50 verschiedene militärische, demografische, finanzielle, logistische und geografische Faktoren ein. Aufgrund des Fokus auf konventionelle Kriegsführung bleiben Kernwaffenarsenale unberücksichtigt.
Der Index hat Rezeption in verschiedenen Medien erfahren, darunter in der Times of India, CNBC, Newsweek, Deutsche Welle, Wirtschaftswoche und Handelsblatt. Die Webseite, auf der der Index veröffentlicht wird, identifiziert keinen Herausgeber und beschreibt sich als Teil eines „Military Factory Networks“.

## Methodologie
Es gibt keine gesicherten, überprüfbaren Informationen darüber, wie der Index berechnet wird. Die Website legt die Methodik nicht offen, behauptet aber, mehr als 60 statistische Indikatoren würden in den Index einfließen. Dazu gehörten Arbeitskräfte, Ausrüstung, Militärhaushalt, natürliche Ressourcen und andere Faktoren. Die Anzahl der Nuklearwaffen sei jedoch nicht enthalten, da nur die Kapazität zur konventionellen Kriegsführung berechnet werde. Aus allen Indikatoren werde eine Punktzahl berechnet, der PowerIndex (PwrIndx). Je niedriger der PwrIndx sei, desto größer sei die geschätzte Kapazität zur konventionellen Kriegsführung. Der beste theoretische Wert, den ein Land im Global Firepower Index erreichen könne, sei 0.